# Kostas Karras
Kostas Karras (em grego:  Κώστας Καρράς) (Atenas, 21 de junho de 1936 — Atenas, 6 de maio de 2012) foi um ator e político grego.

## Biografia
Karras nasceu em Atenas e formou-se como ator na Academia Real de Arte Dramática de Londres e na escola de teatro do Teatro Nacional da Grécia. Depois de fazer sua estréia na tela em 1961, ele foi uma característica regular no cinema grego ao longo dos anos 1960 e 1970.
Karras foi membro do Parlamento Helênico de 2000 a 2007, representando o partido Nova Democracia. Ele era um membro do Comitê Diretivo do Grupo Bilderberg.
Morreu de câncer em 2012, em Atenas.

## Filmografia
- Imperiale (1968)
- Ipolochagos Natassa (1970)
- Ifigênia (1977)